# Володимир Сангі
Володимир Сангі (нар. 18 березня 1935) — нівхський письменник і публіцист. Пише нівхською і російською мовами.

## Біографія
Народився в стійбищі Набіль (тепер селище Сахалінської області). Закінчив ЛДПІ імені О. І. Герцена (1959). Член СП СРСР з 1962 року. У 1965 році закінчив Вищі літературні курси. У 1967 році вступив в КПРС.
З середини 60-х жив у Москві, з 1975 року був секретарем правління СП РРФСР. Після перебудови переїхав на Сахалін, в 1993 році обраний вождем родів Кет Східнобережного Сахаліну і басейну річки Тими. Член Міжнародної Ліги захисту прав і свобод людини при Економічній і Соціальній Раді ООН.
Володимир Сангі — засновник нівхської літератури, один з авторів реформи нівхського алфавіту (введений в дію Радою Міністрів Російської РСР 29 червня 1979), автор правил орфографії, букваря, підручника нівхської мови, підручників для нівхських шкіл, книг для читання нівхською мовою, видавець російських класиків в перекладі нівхською мовою.